# Toba Khedoori
Toba Khedoori (nascida em 1964 em Sydney, Austrália) é uma artista de descendência iraquiana, conhecida principalmente por suas pinturas altamente detalhadas de materiais diversos, executadas em grandes folhas de papel revestido com cera.

## Biografia
Khedoori nasceu e foi criada na Austrália, e atualmente vive e trabalha em Los Angeles, Califórnia. Em 1994, recebeu seu MFA (Master of Fine Arts - Mestre em Belas Artes) da Universidade da Califórnia. Ela e sua irmã, a artista Rachel Khedoori, são gêmeas idênticas.

## Prêmios
Em 2002, Khedoori foi premiada com uma Bolsa MacArthur de 500 mil dólares.